# Telders

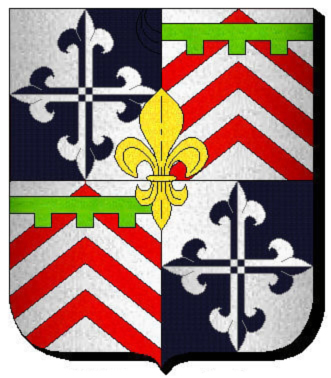
Familiewapen Telders naar beschrijving van J. Rietstap

Telders is een Nederlands geslacht, dat in 1942 werd opgenomen in het Nederland's Patriciaat.

## Geschiedenis
Het Telders-familiewapen wordt in Armorial Général van Johannes Rietstap en het Nederland's Patriciaat omschreven als "gevierendeeld: I en IV nogmaals gevierendeeld van zilver en zwart waaroverheen een gevierendeeld leliekruis, van het een op het ander, in het hart van het kruis een gevierendeeld vierkant, eveneens van het een op het ander; II en III in zilver drie rode kepers, vergezeld van en gaande over de bovenste keper, een groene barensteel; en een gouden lelie gaande over het snijpunt van de deellijnen”.
Een vroege afbeelding van het Telders-familiewapen komt voor in “Beschryvinge der Stad Dordrecht” door Matthijs Balen. Hierin wordt het huwelijk vermeld d.d. 11 november 1653 van Johan Talyarde (Jan Teller) en Elisabeth de Witt, achternicht van raadspensionaris Johan de Witt. Deze Talyarde kwam oorspronkelijk uit een oud ridderlijk geslacht uit Engeland.
De stamreeks begint in Nederland met Jan Jacobszoon (John Jacobi) Teller (Tayler) Orkney (Horckenay) uit Schotland en geboren omstreeks 1520. Hij was kapitein en eigenaar van het schip de “Flyinge Goste” (Flying Ghost, Fleand Gaist). In de zestiende eeuw verbleef de van oorsprong Schotse kaperkapitein op Walcheren.  Deze John Jacobi Teller Orkney bezat de twee huizen “Edinburgh" en “Gouden Passer” in Middelburg, Zeeland, Nederland. Hij voer met een kaperbrief van Anthonis de Viega namens don Antonis, koning van Portugal, in de oorlog met Spanje. Hij had oorlog gevoerd in de straat van Middelburg en werd gevangen gezet door de burgemeester van Southampton. Hierna schreef 'John Orkeney alias Taylor' in 1582 aan Francis Walsingham  om te protesteren tegen zijn gevangenschap als gevolg van zijn arrestatie door het oorlogsschip Edward Bonaventure. Hij verwees hierbij naar bovengenoemde opdracht van Dom António en de toestemming van de Hertog van Brabant en alle staten van Vlaanderen, en klaagde dat de Edward zijn eigen schip, de Flying Ghost, en zijn prijs, een Frans schip geladen met zout uit Lissabon, had meegenomen en, nadat beide schepen waren 'ontdaan' van 'alle mannenuitrusting en andere benodigdheden', ze had overgedragen aan de burgemeester van Southampton, die nu beide schepen in beslag neemt 'met de bedoeling ze voor eigen gebruik te gebruiken'. Zijn zonen Thomas en Jan verbleven beiden in Antwerpen en vertrokken van daaruit naar Middelburg en Dordrecht. 
Vroeg voorkomende spellingsvarianten van de Telders naam zijn o.a. Telder, Teller, Tayller, Taylard, Talyarde, Taillarde, en Telliarde.

## Telders en de rechtsgeleerdheid
In de Teldersfamilie waren een groot aantal leden werkzaam in de advocatuur en rechtsgeleerdheid. In de 17e eeuw was er Johan Teller (Talyarde) (1629-1657), licentiaat in de rechten, gehuwd met Elizabeth Johansdochter de Witt, een achternicht van raadspensionaris Johan de Witt. Maar bovenal zijn er in de periode vanaf begin 19e eeuw tot eind 20e eeuw generaties lang Telders leden van belang geweest in deze sector. Jan Henrik Telders (1807-1878) was Auditeur Militair in 's-Hertogenbosch, advocaat en president van het Hoog Militair Gerechtshof in Utrecht. Zijn zoon Adriën Telders (1843-1913) was advocaat in Utrecht en vice-president van de Hoge Raad der Nederlanden. Zijn zoon Jean Henri Telders (1876-1937) was landsadvocaat. En diens zoon Carel Henrik Telders (1909-1990) was advocaat procureur en vice-president van de Hoge Raad der Nederlanden. Daarnaast vinden we de Haagse advocaat Willem Albert Telders (1871-1951), gehuwd met Johanna Wilhelmina Vlielander Hein, en diens zoon prof mr B.M. Telders (1903-1945), hoogleraar in het volkenrecht in Leiden. Hij leverde in woord en geschrift een grote bijdrage aan de rechtswetenschap. Ben Telders is één week voor de bevrijding na jaren van gevangenschap in Bergen-Belsen overleden. Hij werd door de Duitsers gevangen genomen omdat hij “hoorde tot een geestelijke richting die aan het nationaal-socialisme vijandig was”, alwaar zijn voorzitterschap van de Liberale Staatspartij mee bedoeld werd, en omdat hij met durf en scherpe tong zijn standpunten onverdund bleef verdedigen en zich met moed bleef verzetten tegen het ontslag van Joodse collega's aan de Leidse universiteit.

## Enkele telgen

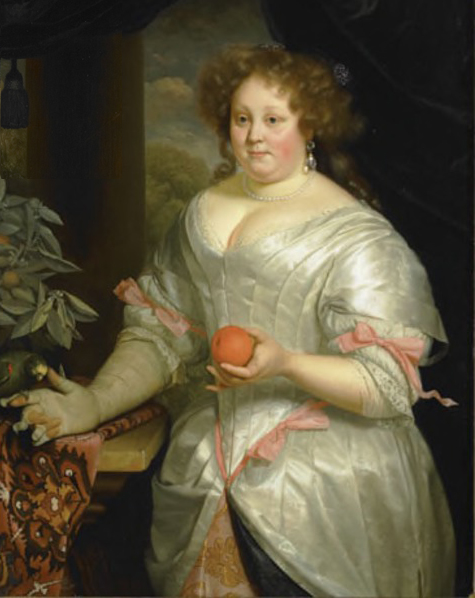
Elisabeth Talliarde (1654-1689) portret door Godefridus Schalcken

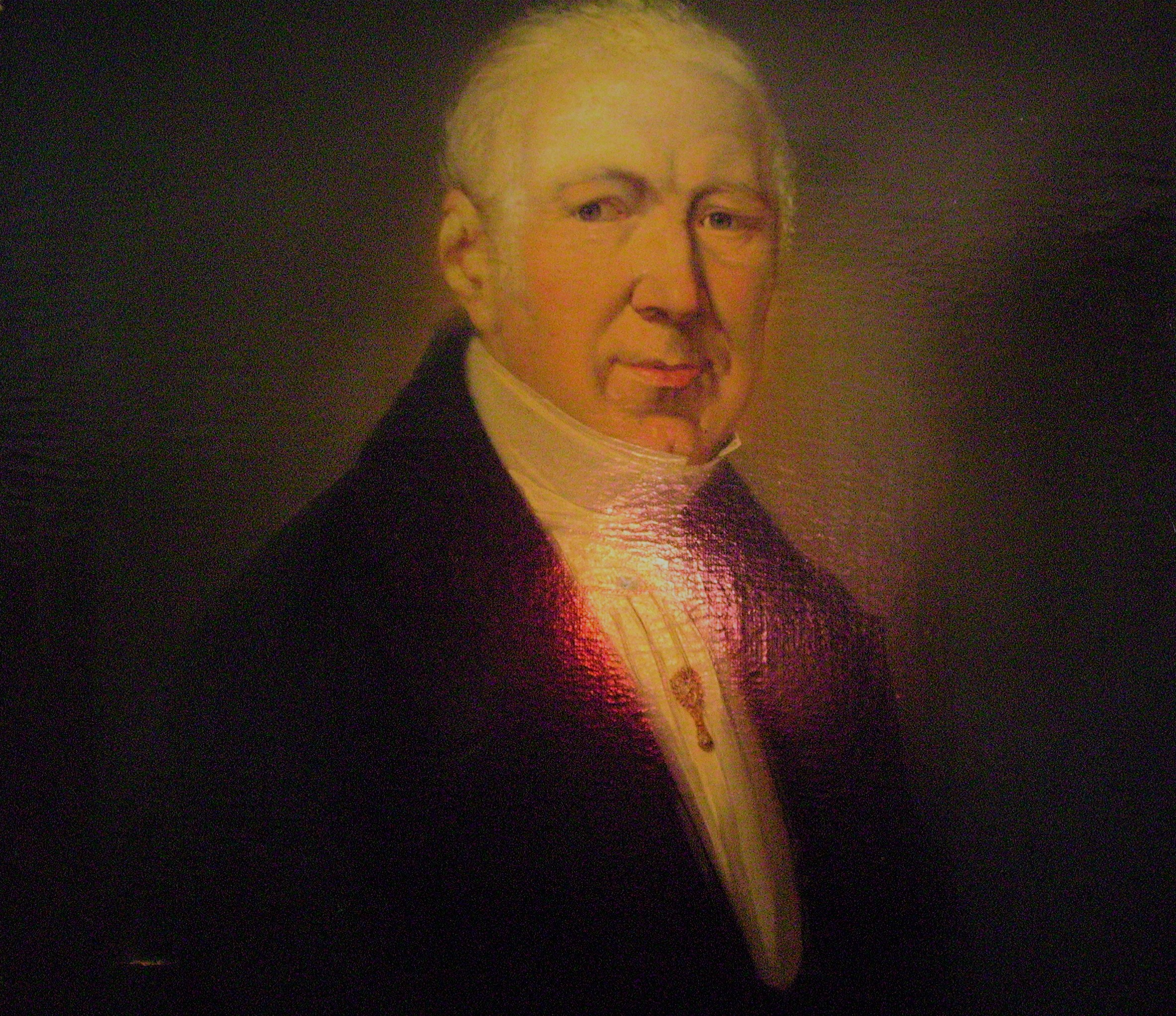
Hendrik Jacobus Telders (1777-1869)

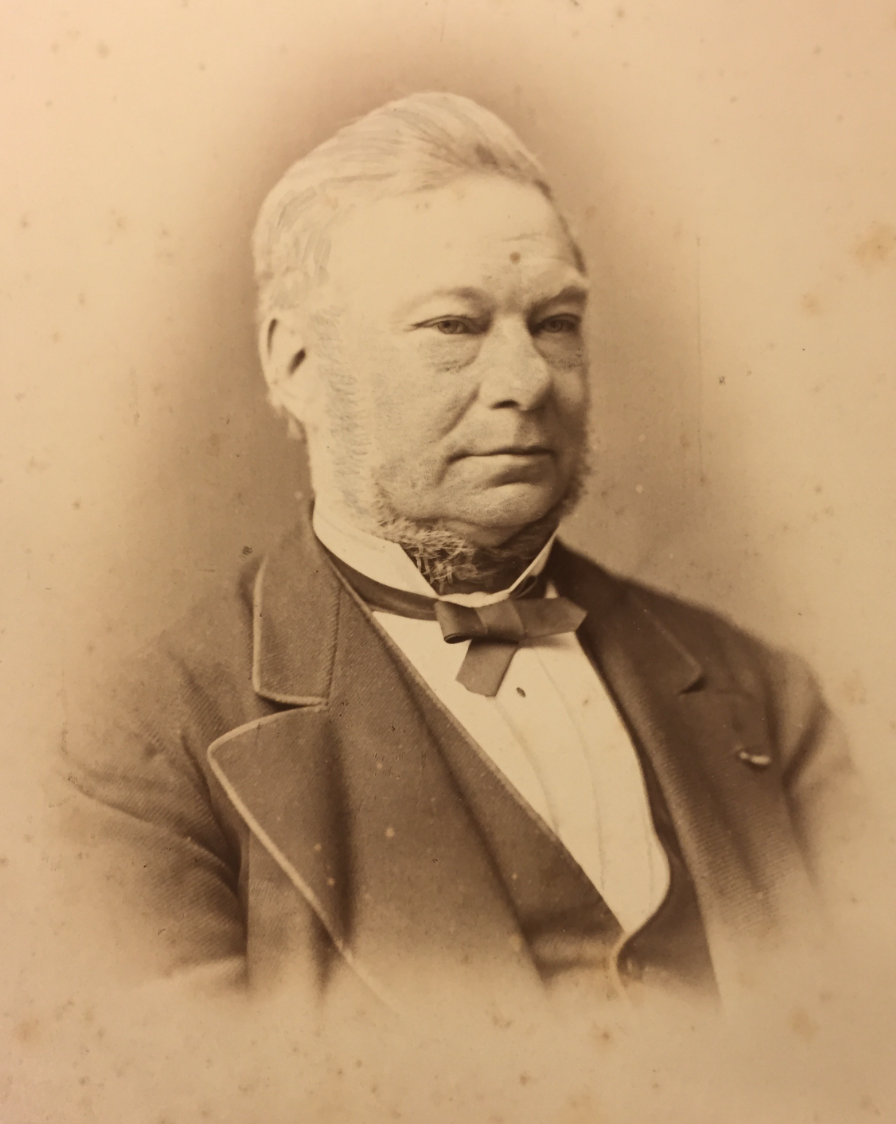
Jan Henrik Telders (1807-1878)

- Jan Jacobszoon (John Jacobi) Teller Orkney (Horckenay) (*1520), kapitein en eigenaar van het schip de “Flyinge Goste” en de huizen “Edinburgh" en “Gouden Passer” te Middelburg .
  -  Thomas Teller (*1562), brouwer in "de Gecroonde Bock" te Dordrecht, wijnkoper uit Antwerpen 
    -  Jan Thomaszoon Teller (circa 1590-1633), koopman en lakenkoper in Amsterdam, gehuwd met Elizabeth Stockmans zuster van Magdalena Stockmans, de muze van de dichter Gerbrand Adriaensz. Bredero[10]
      -  Johan Teller (Talyarde) (1629-1657), licentiaat in de rechten, gehuwd met Elizabeth Johansdochter de Witt, achternicht van raadspensionaris Johan de Witt
        -  Elisabeth Teller (Talyarde) (1654-1689), gehuwd met Matthijs Snoeck (1655-1704), schepen van Dordrecht

  -  Jan Teller (Tayller) (circa 1542-1583), conciërge van het Groot Engels Huys in Antwerpen
    -  Jacob Teller (Jacobus Tayller) (circa 1585-1639), goud- en zilversmid te Dordrecht[11]
      -  Joannes Teller (Jan Telder) (1628-1667), zilversmid te Dordrecht[11]
        -  Jacobus Telder (Jaques Tayller) (1657-1734) kleermaker te Dordrecht
          -  Johannes Telders (1686-1720), bakker te Dordrecht
            -  Jacobus Telders (1715-1773)
              -  Johannes Telders (1741-1817), commissaris-deciseur der Graanmarkt te Dordrecht, raad provisoire muncipaliteit van Dordrecht
                -  Hendrika Telders (1770-1848), trouwde in 1793 met Albert Jan Verbeek (1758-1829)

            -  Johannes Telders (1713-1763)
              -  Johannes Telders (1743-1778), broodbakker te Dordrecht, tevens stadhouder van de schout van acht dagen en van de baljuws van de Merwede
                -  Hendrik Jacobus Telders (1777-1869), kalkbrander te Leiderdorp
                  -  Cato Johan Telders (1814-1890), kalkbrander te Zoeterwoude
                    -  Albert Henri Jean Conrad Telders (1842-1919), 1e luitenant infanterie, lid fa. Telders & Co, kassiers te 's-Gravenhage
                      -  Wilhelm Albert Telders (1871-1951), advocaat, huwde met Johanna Wilhelmina Vlielander Hein (1875-1971), dochter van mr. Benjamin Marius Vlielander Hein, advocaat en Eerste Kamerlid
                        -  Benjamin Marius Telders (1903-1945), hoogleraar volkenrecht, overleed vlak voor de bevrijding in concentratiekamp Bergen-Belsen

                  -  Jan Henrik Telders (1807-1878), auditeur-militair te 's-Hertogenbosch, advocaat, president Hoog Militair Gerechtshof te Utrecht
                    -  Prof. ir. Jean Marie Telders (1842-1900), civiel ingenieur, hoogleraar Waterbouw en directeur Polytechnische School te Delft
                      -  Jean Henri Telders (1884-1957), directeur van Van Hattum en Blankevoort alsmede initiatiefnemer tot oprichting, en directeur, van de Maatschappij tot Uitvoering van de Zuiderzeewerken (onder andere dus de Afsluitdijk)
                      -  Florence Adrienne Telders (1889-1948); trouwde in 1911 met dr. Maximiliaan August Schwartz (1884-1973), classicus

                    -  Adriën Telders (1843-1913), Advocaat te Utrecht 1869-1872, raadsheer 1895- en vice-president 1909-1910 Hoge Raad der Nederlanden, gehuwd (1873) met jkvr. Florence Wilhelmine Van Styrum
                      -  Caroline Jeanette Florence Telders (1874-1937), gehuwd met Pieter Elias
                      -  Jean Henri Telders (1876-1937), landsadvocaat te 's-Gravenhage
                        -  Carel Henrik Telders (1909-1990), advocaat en procureur, vicepresident van de Hoge Raad der Nederlanden
                          -  Cornelie Marie (Carie) Telders (1934-2015), balletdanseres
                          -  Theresia Telders (1939-2014), tekenares en schilderes
                          -  Wibbine (Bien) Telders (1943-2016), beeldhouwster

                      -  Adriën Florent Telders (1885-1949)
                        -  Katy Telders (1921-2011), van 1980 tot 1984 grootmeesteres van koningin Beatrix der Nederlanden, huwde (1941) Alexander baron Schimmelpenninck van der Oye, en hertrouwde (1946) Willem Frederik Karel Bischoff van Heemskerck (1917-2007), stalmeester

Geslachten die opgenomen zijn in het sinds 1910 verschijnende genealogische naslagwerk Nederland's Patriciaat. Lijst volgens opgave van het CBG Centrum voor familiegeschiedenis.
A · B · C · D · E · F · G · H · I · J · K · L · M · N · O · P · Q · R · S · T · U · V · W · Y · Z